# Rhinovergangen 406
Rhinovergangen 406 betegner i historieforskningen den krydsning af Rhinen som flere germanske grupper foretog ved årsskiftet 406/407 ind i den vestlige del af Romerriget.
Det – i det mindste delvise – sammenbrud af Rhinforsvaret gjorde det muligt for flere germanske grupper at sætte sig fast for en periode i Hispania, hvilket bidrog til det vestromerske riges opløsningsproces. De vandaler der var trængt ind i riget, skulle siden nå fra Hispania til Africa og erobre denne provins. Svebernes rige i det nordlige Hispania bestod til ind i 6. århundrede, mens de burgundere, der var stødt frem til Rhinen, dannede – trods senere nederlag 436 til den romerske general Flavius Aëtius – et selvstændigt rige i Gallien i anden halvdel af 5. århundrede.

## Udgangssituationen
Året 406 var et kriseår for det vestromerske rige. Allerede 405 var goteren Radagaisus († 23. august 406) gået ind i Italien med en stor hær og kunne kun stoppes august 406 i Etrurien med hjælp fra hunnerske hjælpetropper.
Ligeledes kom det 406 i Britannien – som kirkefaderen Hieronimus kaldte "en provins beriget med tyranner" (usurpatorer) – til en række usurpationer, tronran. Efter den senantikke historieskriver Olympiodoros af Theben – som om denne tid forfattede et omfangsrigt historieværk der blot er bevaret i fragmenter – gjorde tropperne i Britannien først en soldat Marcus til augustus. Han blev dog fjernet efter en tid og myrdet. I stedet blev den civile embedsmand Gratianus proklameret kejser, men blev dog ligeledes myrdet efter nogle måneder. Som oprørskejser indsatte de britanniske tropper til slut en ikke tidligere kendt officer, Constantinus som Konstantin 3., hvis eneste fortrin måske var hans navn, idet Konstantin den Store ligeledes var begyndt sin vej til magten i Britannien og var endt sejrrigt.
De britanniske usurpationer er sandsynligvis ikke kun begrundet i at man på en så fjerntliggende ø så sig negligeret af rigsregeringen i Ravenna. En notits af historieskriveren Zosimos (der dog ikke altid er pålidelig) gør det mere nærliggende at søge grunden på kontinentet, hvor barbariske gentes (stammer) foretog bevægelser i grænseegnene, og det kan også have givet anledning til uroen i Britannien (se Folkevandringstiden). Ifølge Zosimos ville de britanniske tropper være aktive i beskyttelsen af imperiet i Gallien. At den britanniske oprørskejser Konstantin (III.) endte med at sætte over med resten af den romerske felthær fra øen til Gallien i 407, giver en bekræftelse herpå.

## Rhinovergangen 406/407
Det var formodentlig ved Mogontiacum (nuværende Mainz) at større "barbariske" grupper ved årsskiftet 406/407 krydsede Rhinen og trængte frem mod Gallien. Hieronymus taler i et brev om flere deltagende gentes, herunder vandaler (underdelt i delstammerne Hasdingen og Siligen), sveber og de iranske alanere. Rhinovergangen bliver også omtalt i andre senantikke kilder, dog er mange enkeltheder omstridte på grund af det sparsomme kildemateriale. Kilderne tier således om de nøjere baggrunde for at dette multietniske forbund brød op, ligesom det mere præcise sted, tidspunkt og varighed for denne krydsning af floden er omstridt. Det er meget vel muligt at de forskellige grupper udnyttede den daværende svaghed i det romerske Rhinforsvar
– dog var flere af grupperne draget af sted på grund af sammenstød 402 med Visigoterne under Alerik og senere på grund af kampe mod Radagaisus
– og var brudt op for at søge efter bedre livsbetingelser i Gallien. Ligeledes kan man ikke udelukke at en flugt fra hunnerne kan have været en medvirkende grund.
Det er spørgsmålet hvor store disse grupper var og præcist hvor de satte over Rhinen. Hvis Rhinbroen ved Mogontiacum endnu havde været intakt, kunne den være kommet i betragtning som overgangsstedet. Mere spekulativ er det billede der tegnes i nogle moderne fremstillinger, at barbarerne skulle være sat over en tilfrosset Rhinflod, da der ikke er kilder til den metode. Det er ligeledes usandsynligt at større grupper har kunnet komme over floden på blot en enkelt nat, som det ofte udledes af en notits af Prosper Tiro af Aquitanien, der angiver Rhinovergangen til 31. december 406, skønt andre kilder ikke har detaljer.
„CCCLXXIX. Arcadio VI et Probo. Wandali et Halani Gallias traiecto Rheno ingressi II k. Ian.“
„Da Arcadius VI (VI: for sjette gang, dvs. i 406) og Probus var konsuler, trængte vandaler og alanere ind i Gallien efter at være gået over Rhinen, en dag før januars Kalenden.“
Her bliver 31. december snarere angivet som begyndelsen på Rhinovergangen, hvorefter grupperne har delt sig.
Det var ikke muligt for de få tilbageværende vestromerske tropper ved Rhingrænsen effektivt at modstå de invaderende. Imidlertid ser det ikke ud til at Rhinovergangen har resulteret i grænseforsvarets fuldstændige sammenbrud, da Mainzer Dukat (militærdistrikt) blev oprettet igen. Under alle omstændigheder lå Gallien åben for invasionstropperne, og det var den egentlige begyndelse på barbariske gruppers indtrængen i Vestriget, hvor det tidligere især havde været Vestgoterne der havde givet anledning til uro. Om de forskellige gruppers videre skæbne foreligger der kun brudstykkevis information. Det er end ikke sikkert at de byer, som Hieronymus angiver, alle blev erobret. Endelig befandt Hieronymus sig i det fjerne Betlehem og havde kun underretninger på anden hånd. Barbarerne drog efter efter at have krydset Rhinen først især mod nordvest, dernæst mod syd og sydvest, for at fortsætte til Hispania omkring 409.
Rhinovergangen 406/7 havde store følger for imperiet. Romerne var ikke mere i stand til at trænge de indvaderende barbarer tilbage, tværtimod: Vandalerne satte 429 over til Nordafrika og fratog den vestromerske regering kontrollen over den rigeste provins. De burgundere og alanere der var stødt frem til Rhinen opførte sig som kejsermagere og gjorde med Jovinus en fornem gallo-romaner til en kejser, der var fuldkommen afhængig af dem. Senere opretholdt burgunderne, som før dem allerede vandalerne, med held deres egen rigsdannelse – det gjaldt også sveberne i Hispania. De Vestgoter, der 418 havde slået sig ned i Aquitanien, og som den vestromerske regering havde håbet ville have en stabiliserende virkning, brød 466 foedus (traktaten) og ekspanderede på bekostning af imperiet. I tilbageblik var barbarindfaldet 407 vel så ødelæggende at Olympiodoros af Theben måske også af den grund lod sit historieværk begynde med det år.

## En ny datering af Kulikowski
Det er allerede nævnt at den britanniske hær under usurpatoren eller oprørskejseren Konstantin (III.) intervenerede 407 og satte over til Gallien. Den ligeledes før nævnte notits af Zosimos gør det nærligende at formode at der allerede i Britannien på tidspunktet for usurpatoren Marcus' oprør var et vist kendskab til folkeforskydningerne i det galliske grænseområde. Derfor taler at den senantikke historieskriver Frigeridus har berettet om barbariske gruppers sammenstød i optakten til Rhinovergangen. Ifølge ham har franker kort før Rhinovergangen (formodentlig som romerske foederati) kæmpet mod vandaler. Deres konge Godegisel faldt i kamp, og vandalerne skulle kun være blevet reddet fordi en gruppe alanere under Respendial greb ind. Den amerikanske historiker Michael Kulikowski har for nogle år siden grebet tilbage til et forskningsudkast af Norman Baynes fra 1922, ifølge hvilket Rhinovergangen ikke skulle have fundet sted ved årsskiftet 406/7, men 405/6. Kulikowski kom til dette resultat ved en nylæsning af kilderne, frem for alt Prospers der som den eneste nævner en konkret dato. Ifølge Kulikowski ville det passe bedre til Prospers stil, hvis der ikke var ment 31. december 406, men 31. december 405.
Andre har taget Kulikowskis tese op, og der kan tegnes et mere homogent, samlet billede af Zosimos' notits; usurpationerne i Britannien ville vinde i plausalitet, idet (hvis man følger Kulikowskis ansats) Rhinovergangen så allerede 406 ville være kendt dér, og britanniske tropper så ville gribe ind for at forsvare Gallien.
Der er dog også forhold der taler imod tesen, da Kulikowski ikke har givet et tilfredsstillende svar på spørgsmålet om hvorfor den vestromerske hærmester Stilicho – der faktisk alene til 408 afgjorde vestrigets skæbne – ikke efter sejren over Radagaisus gik imod indtrængerne i Gallien. Denne omstændighed ville snarere tale for at der i sommeren 406 ikke var trængt nogen barbariske grupper ind i Gallien.
Anthony R. Birleys argumentation, der gik imod en nydatering, har også foranlediget Kulikowski til selv igen at eftertænke sin ansats.